# Det blaa Blod
Det blaa Blod er en dansk stum melodramafilm fra 1912 produceret af Det Skandinavisk-Russiske Handelshus instrueret af Vilhelm Glückstadt efter manuskript af Stellan Rye. Filmens hovedroller spilles af Elna Jørgen-Jensen og Robert Schyberg. I programmet for filmen fremhæves, at der i filmen udelukkende medvirker skuespilere fra Det Kongelige Teater.
Filmen havde dansk premiere den 17. april 1912 i Victoria-Teatret.

## Handling
Grev Ove Sparre lever et beskedent liv som offentlig embedsmand. Han har et barn med sin veninde Eva Lange, som han elsker, men som aristokrat har han valgt ikke at gifte sig med en borgerlig. Eva Lange er hans husholderske, og greven giver hende den hygge og komfort, som de beskedne midler tillader. En dag dør grevens onkel, og greven arver et pragtfuldt slot og en formue. Men onklen har i testamentet skrevet, at slottet Gyldholm skal forblive i slægten, og at den nye ejer skal indgå et standsmæssigt ægteskab. Selvom testamentets bestemmelse om ægteskabet ikke har juridisk gyldighed, beslutter greven at afbryde forholdet til Eva og til deres fælles barn. Greven finder en adelig kvinde, og der arrangeres bryllup. Eva bliver vanvittig og møder op til brylluppet med grevens barn. Der udvikler sig en scene, og Eva danser en dødedans, og styrter død om i grevens arme. Grevens brud forlader oprevet slottet, men på vejen ud, ser hun grevens nu moderløse barn, og hun får medlidenhed. Hun tager barnet på armen og vender tilbage til greven. Den fortvivlede greve forståe, at ikke alle har forladt ham, og at livet stadig har meget at give ham.

## Medvirkende
- Elna Jørgen-Jensen - Eva Lange
- Robert Schyberg - Grev Ove Sparre
- Ellen Malberg - Grev Sparres barn
- Valdemar Møller - Von Lützen, jægermester
- Gudrun Houlberg - Godsejerdatter og grevens brud
- Peter S. Andersen - Grev Siegfred Sparre
- Richard Jensen
- Grethe Ditlevsen
- Hugo Bruun
- Rasmus Ottesen
- Einar Rosenbaum
- Walt Rosenberg
- Albert Luther
- Emilie Smith
- Wanda Mathiesen
- Osvald Hansen
- Gyrithe Hansen
- Paul Huld
- Georg Berthelsen
- Bertha Seemann
- Karl Merrild
- Agnes Hansen
- Christian Borgen
- Fanny Andersen
- Laura Møller
- Helga Smith
- Bodil Hartvig
- Ragnhild Christensen
- Ellen Fischer